# Епифанцев, Николай Сергеевич
Николай Сергеевич Епифанцев (17 июня 1929, село Ананьевка Сорочинского района Оренбургской области — 27 февраля 1999, Новотроицк, Оренбургская область) — металлург Орско-Халиловского комбината, Герой Социалистического Труда (1966).

## Биография
Родился в 1929 году в семье колхозника в селе Ананьевка Сорочинского района Оренбургской области.
Окончил семь классов школы, в 1945 году прошёл обучение по специальности тракторист, после чего успешно трудился. Прошёл срочную службу в Военно-морском флоте.
Был уволен из Вооружённых Сил в 1954 году, и сразу приехал в город Новотроицк Чкаловской области (ныне Оренбургской области). Начал работать в доменном цехе Орско-Халиловского металлургического комбината рабочим шлакового отвала, а спустя год получил первое повышение и стал горновым на доменной печи. Позднее работал бригадиром, после мастером и старшим мастером доменных печей комбината. Параллельно трудовой деятельности заочно окончил индустриальный техникум.
Был делегатом XXII съезда КПСС в 1961 году, также избирался делегатом XIV и XV съездов профсоюзов СССР, членом ВЦСПС.

## Награды
- 22.03.1966 — звание Герой Социалистического Труда с вручением золотой медали Серп и Молот и орден Ленина «за выдающиеся заслуги в развитии чёрной металлургии»;
- Орден «Знак Почёта»
- медали.